# The Only Light in the Darkness
"The Only Light in the Darkness" ("A Única Luz na Escuridão", no Brasil) é o décimo nono episódio da primeira temporada da série de televisão norte-americana Agents of S.H.I.E.L.D., baseada na organização S.H.I.E.L.D. (Superintendência Humana de Intervenção, Espionagem, Logística e Dissuasão, sigla em português) criada pela Marvel Comics. O episódio gira em torno do personagem Phil Coulson e sua equipe de agentes da S.H.I.E.L.D. que enfrentam um fugitivo convicto que possui habilidades aprimoradas. Está situado no Universo Cinematográfico Marvel (UCM), compartilhando a continuidade com os filmes e as demais séries de televisão da franquia. O episódio foi escrito por Monica Owusu-Breen e dirigido por Vincent Misiano.
Clark Gregg reprisa seu papel como Coulson da série de filmes e é acompanhado pelo elenco regular da série, composto por Ming-Na Wen, Brett Dalton, Chloe Bennet, Iain De Caestecker e Elizabeth Henstridge. O episódio apresenta a estrela convidada Amy Acker como Audrey, que foi mencionada pela primeira vez em Marvel's The Avengers como "a violoncelista".
"The Only Light in the Darkness", foi exibido originalmente pela rede ABC em 22 de abril de 2014 e, de acordo com a Nielsen Media Research, foi assistido por 6.04 milhões de telespectadores.

## Produção

### Desenvolvimento
Em março de 2014, a Marvel revelou que o título do décimo nono episódio seria "The Only Light in the Darkness", escrito por Monica Owusu-Breen e dirigido por Vincent Misiano.

### Roteiro
O produtor executivo Jeffrey Bell decidiu apresentar a personagem conhecida anteriormente no MCU apenas como "a violoncelista", ele disse: "existe uma única linha e de repente quem é essa pessoa? E qual é essa pessoa? E quando nós vamos ver essa pessoa? Nós conversamos sobre isso uma série de vezes ao longo da temporada e tivemos diferentes versões e ideias diferentes para chegar lá ... num momento em que [Coulson] estivesse mais vulnerável parecia ser uma boa escolha para nós". No que diz respeito ao personagem de Blackout, Bell afirmou que "Ele é o antagonista, da mesma forma que usamos outros personagens da Marvel como antagonistas nos episódios. Ao mesmo tempo, estamos lidando com a queda que aconteceu na S.H.I.E.L.D. e os espectadores conhecem o Ward e o que está acontecendo lá, então há muita coisa acontecendo. Emocionalmente, ele é perfeito. Aqui está um personagem que absorve a luz, e uma das coisas que ele diz para Audrey - qual é o título do episódio - ele se refere a ela como "a única luz na escuridão". E sua obsessão com a violoncelista é uma bela metáfora, acho, para quem Coulson significa para ela, e quem ela significa para Coulson, e que o que é a S.H.I.E.L.D. é para o mundo ... e a ideia da S.H.I.E.L.D. caindo aos pedaços, e a Hidra saindo e propagando a escuridão, a ideia de ter o Blackout como antagonista parecia perfeita."

### Escolha do elenco
Em março de 2014, a Marvel confirmou a participação do elenco regular da série, composto por Clark Gregg, Ming-Na Wen, Brett Dalton, Chloe Bennet, Iain De Caestecker e Elizabeth Henstridge, que estrelam respectivamente como Phil Coulson, Melinda May, Grant Ward, Skye, Leo Fitz e Jemma. Simmons. Também foi revelado que o elenco convidado para o episódio incluiria Bill Paxton como agente John Garrett, Patrick Brennan como Marcus Daniels, Amy Acker como Audrey, B.J. Britt como agente Antoine Triplett e Patton Oswalt como agente Koenig. Tsai Chin também faz uma participação convidada como Lian May. Paxton, Brennan, Britt e Oswalt reprisam seus papéis do início da série.

## Lançamento

### Transmissão
"The Only Light in the Darkness" foi exibido originalmente nos Estados Unidos pela rede ABC em 22 de abril de 2014.

## Recepção

### Audiência
Nos Estados Unidos, o episódio recebeu um índice de 1.9/6 porcento de adultos com idades compreendidas entre 18 e 49 anos, o que significa que foi assistido por 1.9 porcento de todas as residências familiares e 6 porcento de todos que estavam vendo televisão no momento da transmissão. O episódio foi exibido para 5.37 milhões de telespectadores.